# Bundesstraße 296
Pour les articles homonymes, voir Route 296.
La Bundesstraße 296 est une Bundesstraße du Land de Bade-Wurtemberg.

## Géographie
Elle relie le district de Tübingen avec les districts de Karlsruhe et de Stuttgart.
La route bifurque à Tübingen depuis la B 28 menant à Rottenburg am Neckar. À Herrenberg, elle est traversée par l'A 81 et rencontre la B 295 en provenance de Stuttgart à l'entrée de Calw. De là, elle descend en larges serpentins à trois voies dans la vallée de la Nagold avec la B 463 jusqu'à Hirsau. Passée l'abbaye de Hirsau, la route sinueuse mène à Oberreichenbach puis avec une forte pente descend dans la vallée de l'Enz, où elle rejoint la B 294.

## Source
- (de) Cet article est partiellement ou en totalité issu de l’article de Wikipédia en allemand intitulé « Bundesstraße 296 » (voir la liste des auteurs).